# Петрашівка (Градизька селищна громада)
Петраші́вка — село в Україні, у Градизькій селищній громаді Кременчуцького району Полтавської області. Населення станом на 1 січня 2011 становить 291 осіб. Площа населеного пункту — 239,1 га. День села — 21 вересня.

## Географія
Розташоване на трасі Н08 Київ-Дніпро. Село Петрашівка знаходиться за 2 км від лівого берега Кременчугського водосховища в районі Сульського лиману та на відстані за 0,5 км від села Броварки.

## Історія
У Національній книзі пам'яті жертв Голодомору 1932—1933 років в Україні вказано, що 21 житель села загинули від голоду. Усього за цей період померло 45 жителів. Було встановлено імена 30:
1. Бабенко Митрофан. Померла також його дружина.
2. Бардалим Василь Васильович.
3. Бардалим Василь Мусійович, батько Бардалима Павла Васильовича. Померла також його дружина.
4. Бардалим Павло Васильовича, син Бардалим Василя Мусійовича.
5. Бардалим Пилип Мусійович. Померла також його дружина.
6. Бардалим Федосій Мусійович. Померла також його дружина.
7. Біленко Сергій. Померла також його дружина.
8. Ворона Ваня Савич, дитина, син Ворон Савки і Явдохи.
9. Ворона Гриша Савич, дитина, син Ворон Савки і Явдохи.
10. Ворона Савка, чоловік Ворони Явдохи.
11. Ворона Явдоха, дружина Ворони Савки.
12. Зінченко Гаврило. Померла також його дружина.
13. Ковалик Іван Микалойович.
14. Коваль Андрій. Померла також його дружина.
15. Коваль Федот Пилипович. Померла також його дружина.
16. Паращенко Семен Петрович.
17. Пономаренко Дмитро Золотович.
18. Пономаренко Павло Михайлович.
19. Пономаренко Павло Петрович.
20. Романенко Павло Павлович, син Романенка Павла.
21. Романенко Павло, батько Романенка Павла Павловича. Померла також його дружина.
22. Сорокопуд Гнат Лаврович. Померло також 5 дітей.
23. Сорокопуд Захарій.
24. Щербина Андрій.
25. Щербина Данило Андрійович.
26. Щербина Іван Андрійович, батько Щербин Івана і Якова Івановичів. Померла також його дружина.
27. Щербина Іван Іванович, син Щербина Івана Андрійовича.
28. Щербина Никін Миколайович.
29. Щербина Одарка Миколаївна.
30. Щербина Яків Іванович син Щербина Івана Андрійовича.

## Населення
Станом на 1 січня 2011 року населення села становить 291 осіб із кількістю дворів — 137.
- 2001 — 365
- 2011 — 291

### Мова
Розподіл населення за рідною мовою за даними перепису 2001 року:
| Мова       | Кількість | Відсоток |
| ---------- | --------- | -------- |
| українська | 350       | 95.89%   |
| російська  | 15        | 4.11%    |
| Усього     | 365       | 100%     |

## Економіка
Село є відділком ПСП «Броварки». Також на території села розташоване СФГ «Ніколаєв».

## Інфраструктура
В селі працює:
- сільський клуб
- бібліотечний пункт Броварківської СБФ
- продовольчі магазини

Село газифіковане.